# Tuvo la culpa Adán
Tuvo la culpa Adán es una película española dirigida por Juan de Orduña en 1944, basada en la novela homónima de Luisa-María Linares.

## Argumento
Los Olmedo son una familia de varones que han jurado odio eterno a la mujer desde que una de ellas dejó plantado a uno de los miembros de la familia en la puerta de la iglesia. Sin embargo, ahora el joven Adán está dispuesto a romper esa promesa porque se ha enamorado de la bella Nora.
- Datos: Q5937016